# Жак Елеонор Руксель де Грансе
Жак Елеонор Руксель де Грансе (фр. Jacques Eléonor Rouxel de Grancey; 31 травня 1655 — 6 листопада 1725) — військовий і державний діяч Французького королівства, маршал Франції, граф де Медаві.

## Життєпис
Походив з нормандського шляхетського роду Руксель. Онук французького маршала Жака Руксель де Грансі. Син П'єра Рукселя, графа Грансі і Медаві, й Генрієтти де Ла Палуд де Буліньйо. Народився 1655 року в замку Шалансе. Замолоду поступив до королівської гвардії. В цьому статусі супроводжував Людовика XIV під час Голландської війни. Згодом відзначився під час захоплення Франш-Конте і в битві біля Сенефе (обидва 1674 року). 1675 року в  битві біля Консарбрюку зазнав поранення, потрапивши у полон. 
Його подальшій кар'єрі сприяв шлюб з небогою міністра Жана-Бастиста Кольбера. З початком Війни Аугсбурзької ліги 1688 року отримує звання бригадира. 1690 року відзначився при обороні Бонна й битві біля Стаффарди. 1691 року брав участь у кампанії з завоювання Ніцци і Вільфранша. 1693 року в битві біля Ла-Марселя зазнав поранення. 
1702 року на початку Війни за іспанську спадщину стає генерал-лейтенантом. Того ж року звитяжив в битві біля Луццари в Італії. 1703 року очолив війська, які повинні були зайняти єпископство Трент, тим самим забезпечити зв'язок міланської армії з Баварією. Він зайняв долини річки Нота, зайнявши фортеці Ріва, Арко, Наго та Торбале. 1704 року зайняв Верчеллі, Івре й Верру. 1705 року відзначився у битві біля Кассано, але у 1706 року французьке військо на чолі із Луї Жозефа де Вандома зазнало поразки в битві біля Кальчінато. Того ж року в битві біля Кастільйоне Руксель завдав поразки імперському війську на чолі із Карлом I Гессен-Кассельським.
1707 року призначається губернатором Неверне і Донзуа. Того ж року очолив французькі війська в Савойському герцогстві, виступивши на оборону Тулону. 1711 року стає кавалером ордену Святого Духа. 1714 року призначається губернатором Дофіне і Провансу, де багато посприяв припиненню чуми та її наслідків. 
Між 1705 і 1725 роками Жак Елеонор побудував замок Грансе-ле-Шато-Новель на місці середньовічної фортеці. 1724 року разом з іншими генералами померлого Людовика XIV король Людовик XV надав Рукселю звання маршала. Помер 1725 року.

## Родина
Дружина — Марі-Терезою Кольбер де Молевр'є
Діти:
- 3 доньки

- 1 бастард